# Little Water Boy
Singles de Stevie Wonder
I Call It Pretty Music, but the Old People Call It the Blues
(1962) Contract On Love
(1962)
Little Water Boy est le second single du chanteur américain Stevie Wonder, sorti en octobre 1962 chez Tamla Records. 
La face B du 45 tours, La La La La La, fera son entrée au Billboard Hot 100 en 1964 via la reprise du groupe The Blendells (en).

## Contexte
Engagé depuis quelques mois par la Motown, le jeune Stevland Morris n'a alors que 12 ans. Son premier single, I Call It Pretty Music But The Old People Call It The Blues (Part 1), sorti en août 1962, n'a pas rencontré de succès. Le single Little Water Boy sort le 3 octobre 1962 chez Tamla (référence T-54070). Toujours diffusé sous le pseudonyme Little Stevie Wonder, le jeune américain chante en duo avec Clarence Paul, qui en est également l'auteur, et le producteur, même si c'est bien Berry Gordy qui veille au sort de celui en qui il décèle un fort potentiel.  
La face B contient le titre La La La La La, une chanson live qui sera présente sur l'album Recorded Live - The 12 Year Old Genius en 1963. Little Water Boy ne sort quant à lui sur aucun album studio. Il ne réapparait qu'en 2000 sur la compilation Early Classics, puis sur la compilation The Complete Motown Singles en 2005 en deux versions, 'promo' et 'commerciale'.  
Le single est un échec, ne perçant dans aucun classement.  

### Crédits
- Stevie Wonder : chant, percussions[8]
- Clarence Paul : chant[9]
- James Jamerson : basse[7]

## Format
| Little Water Boy - 45 tours - Tamla Records - réf. T 54070 | Little Water Boy - 45 tours - Tamla Records - réf. T 54070 | Little Water Boy - 45 tours - Tamla Records - réf. T 54070 | Little Water Boy - 45 tours - Tamla Records - réf. T 54070 | Little Water Boy - 45 tours - Tamla Records - réf. T 54070 | Little Water Boy - 45 tours - Tamla Records - réf. T 54070 | Little Water Boy - 45 tours - Tamla Records - réf. T 54070 | Little Water Boy - 45 tours - Tamla Records - réf. T 54070 | Little Water Boy - 45 tours - Tamla Records - réf. T 54070 | Little Water Boy - 45 tours - Tamla Records - réf. T 54070 |
| No                                                         | Titre                                                      | Auteur                                                     | Durée                                                      |                                                            |                                                            |                                                            |                                                            |                                                            |                                                            |
| ---------------------------------------------------------- | ---------------------------------------------------------- | ---------------------------------------------------------- | ---------------------------------------------------------- | ---------------------------------------------------------- | ---------------------------------------------------------- | ---------------------------------------------------------- | ---------------------------------------------------------- | ---------------------------------------------------------- | ---------------------------------------------------------- |
| 1.                                                         | Little Water Boy                                           | Clarence Paul, Stephen Judkins                             | 2:34                                                       |                                                            |                                                            |                                                            |                                                            |                                                            |                                                            |
| 2.                                                         | La La La La La                                             | Clarence Paul                                              | 2:20                                                       |                                                            |                                                            |                                                            |                                                            |                                                            |                                                            |
| 4:54                                                       |                                                            |                                                            |                                                            |                                                            |                                                            |                                                            |                                                            |                                                            |                                                            |

## Reprises
Informations issues de SecondHandSongs, sauf mentions contraires.

### La La La La La
- Le groupe The Blendells (en) sort une version en single en juin 1964 qui atteint la 62e position du Billboard Hot 100[12],
- The LaSalles, en 1966[13],
- Cliff Richard, sur l'EP La-La-La-La-La en 1966,
- James Last, sur Non Stop Dancing '66, en 1966,
- The Fleshtones, sur Speed Connection  - Live in Paris 85, en 1985.

#### Adaptations en langue étrangère
| Langue   | Année | Titre              | Adaptation       | Interprète(s) |
| -------- | ----- | ------------------ | ---------------- | ------------- |
| Français | 1964  | La la la la la     | Pierre Saka      | Jocelyne      |
| Italien  | 1965  | Sha... La la la la | Vito Pallavicini | I Camaleonti  |